# Heinrich Fleischmann
Heinrich Karl Ernst Fleischmann (* 19. November 1811; † 5. Dezember 1871 in Heinersdorf) war ein deutscher Schieferdecker und Politiker.

## Leben
Fleischmann war der Sohn des Schieferdeckers Johann Adam Fleischmann in Heinersdorf. Er war evangelisch-lutherischer Konfession und heiratete am 5. Juni 1837 in Heinersdorf Johanne Christiane Henriette Hoh (* 5. Dezember 1817 in Helmsgrün), die Tochter des Viermanns Johann Christoph Hoh in Helmsgrün.
Fleischmann war Schieferdecker und Amtsschulze in Heinersdorf.
Vom 30. November 1857 bis zum 26. März 1858 und vom 13. Februar bis 14. März 1860 war er als Stellvertreter für Georg Wilhelm Zech Abgeordneter im Landtag Reuß jüngerer Linie.